# Vacas
Pour l’article homonyme, voir Vacas (film).

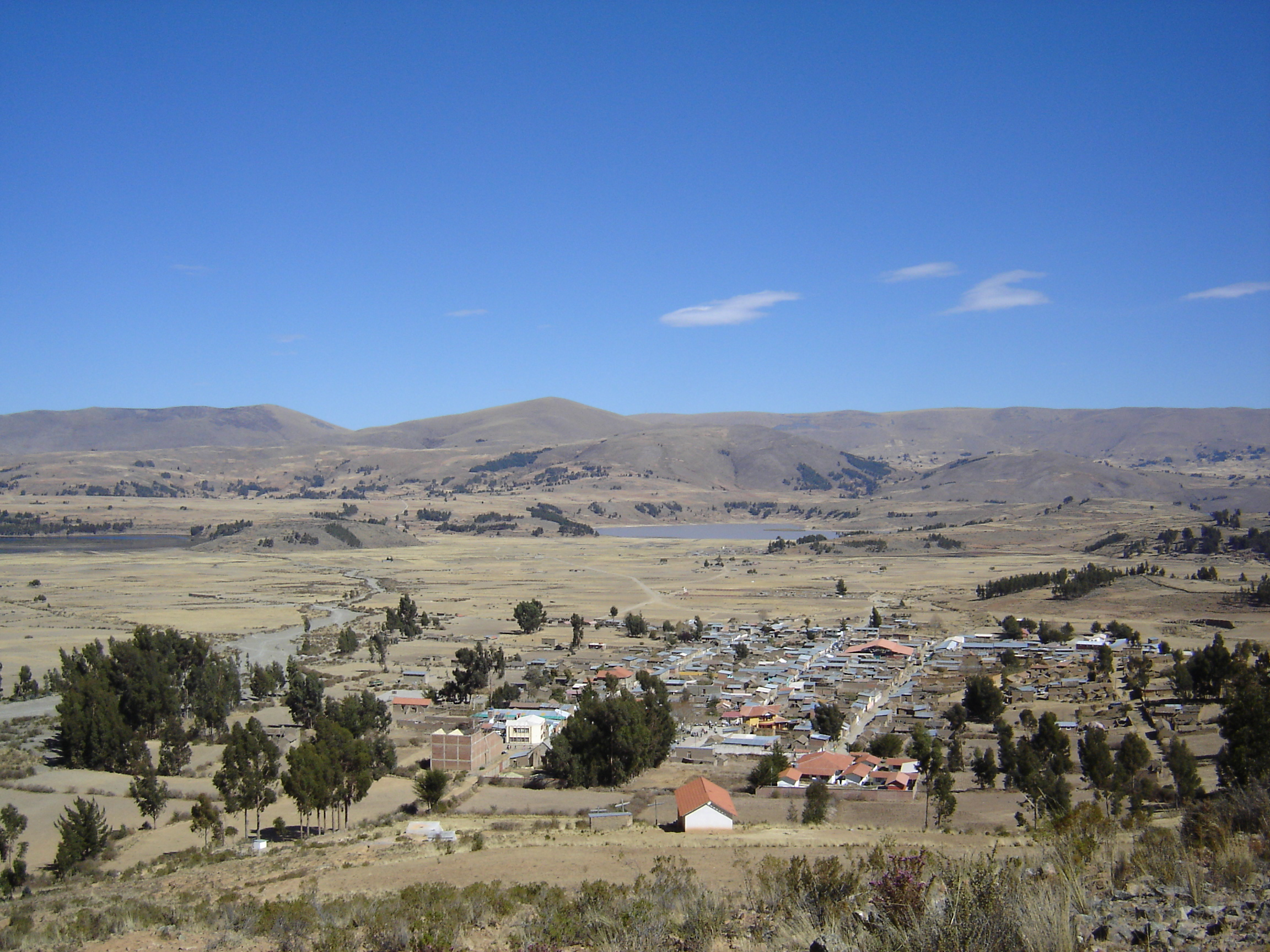
Vacas

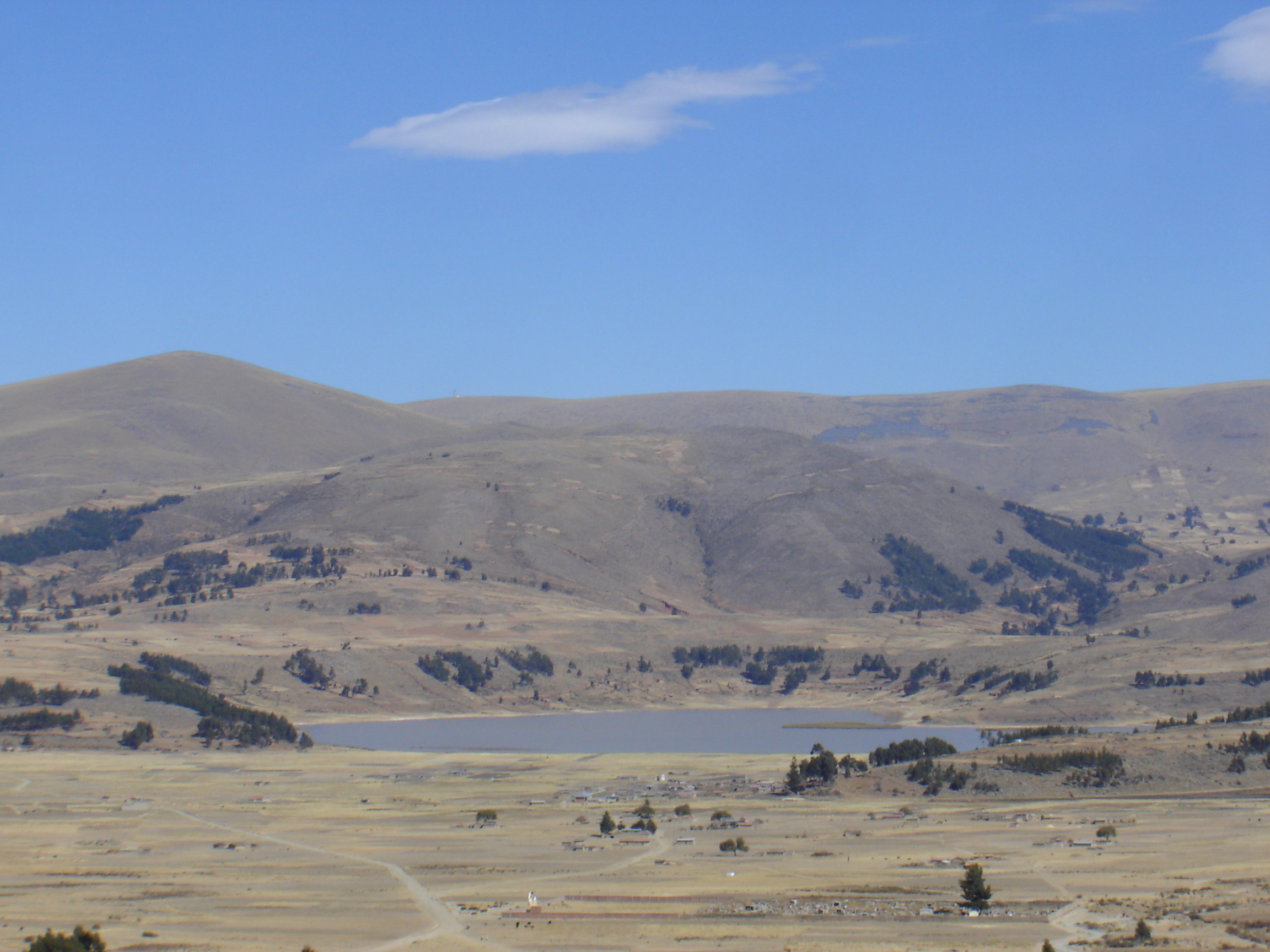
Qullpaqucha

La municipalité de Vacas (en quechua: Wak'as, dérivé de Wak'a) est la deuxième section municipale de la province d'Arani dans le département de Cochabamba au centre de la Bolivie.
Sa capitale est Vacas connue comme le "Pays de la pomme de terre" (en quechua: Papaq llaqtan, en espagnol: La patria de la papa).